# Quim Boix i Lluch
Quim Boix i Lluch (Barcelona, 1945) és enginyer industrial. Militant del Partit Comunista del Poble de Catalunya i sindical a través de la Federació Sindical Mundial. És fill del mestre i pedagog Isidor Boix i Chaler, i germà del també sindicalista i polític Isidor Boix i Lluch.
Va ser delegat dels enginyers del Sindicat Democràtic d'Estudiants de la Universitat de Barcelona, i per això va ser detingut 11 vegades sota el franquisme, torturat després de la Caputxinada (la Manifestació de capellans de 1966 era per protestar contra els seus torturadors).
Condemnat dues vegades pel Tribunal d'Ordre Públic del Regne d'Espanya, expulsat per 3 anys de totes les universitats d'Espanya, enviat al Sàhara pel servei militar.
Va ser responsable dels comunistes a la Comissió Unitària amb catòlics de Solidaritat amb els Presos Polítics.
Acomiadat per sindicalista de diferents empreses (per això fou el primer enginyer que va presentar una demanda a Magistratura de Treball contra una empresa).
Dirigent del PSUC on fou portaveu del guanyador "NO a l'eurocomunisme" al 5è Congrés, dirigent del PCC i del PCPE, on actualment és el seu responsable de relacions internacionals.
Fou dirigent de la CONC, membre del seu secretariat com a responsable de Tècnics, Professionals i Quadres, membre del Consell Federal de Comissions Obreres, responsable de la seva SSE a l'ajuntament de Montcada i Reixac fins a la seva prejubilació, i fundador de 4 associacions de veïns sota el franquisme.
Participa en la Mesa Cívica pels Drets Socials, de la que fou fundador l'any 1995, i també de la Xarxa contra els Tancaments d'Empreses i la Precarietat, així com de la Plataforma "Soles no Podem i de qualsevol manera no val".